# Robert Elsie
Vous pouvez aider à l'améliorer ou bien discuter des problèmes sur sa page de discussion.
Robert Elsie, né le 29 juin 1950 à Vancouver et mort le 2 octobre 2017 à Berlin est un anthropologue et linguiste d'origine canadienne et établi en Allemagne qui s'est consacré à la littérature et au folklore albanais.

## Biographie
Robert Elsie fait ses études à l'Université de la Colombie-Britannique (Département de philologie et de linguistique) en 1972. Il les poursuit au Séminaire indo-européen de l'Université libre de Berlin, à l'École pratique des hautes études et à l'Université Paris IV, à l'Institut des hautes études de Dublin en Irlande et à l'Institut de linguistique de l'Université de Bonn, où il obtient son doctorat en 1978.
À partir de 1978, il se rend plusieurs fois en Albanie dans le cadre des échanges scientifiques entre l’Université de Bonn et l’Académie des sciences d'Albanie. Il participe à plusieurs reprises au Séminaire international sur la langue, la littérature et la culture albanaises à Pristina.
De 1982 à 1987, il travaille comme traducteur et interprète au ministère allemand des affaires étrangères à Bonn. De 2002 à 2013 il collabore au Tribunal pénal international pour l'ex-Yougoslavie à La Haye en tant qu'interprète de conférence indépendant pour l'albanais et l'anglais.
Robert Elsie est l'auteur ou l'éditeur d'une soixantaine de livres et de nombreux articles, principalement dans le domaine de l'albanologie. Il dirige plusieurs sites web sur l'art, la littérature, la langue et l'histoire albanaises. Il a recueilli, entre autres, des échantillons de texte dans les dialectes albanais d'Albanie, d'Italie du Sud, de Grèce, de Croatie, de Bulgarie, de Turquie et d'Ukraine. L'une de ses œuvres les plus importantes est la traduction en anglais de la saga de Gjergj Fishta Lahuta e Malcís.
En 2013, il reçoit des mains du président Bujar Nishani la médaille de la gratitude (en).
Robert Elsie meurt le 2 octobre 2017 à l'âge de 67 ans à Berlin de la maladie de Charcot (maladie du motoneurone). Son cercueil est ensuite exposé dans la Bibliothèque nationale à Tirana, où un service commémoratif en son honneur a eu lieu. Il est honoré par de nombreuses personnalité universitaires, culturelles et politiques albanaises, dont le président Ilir Meta. Il est enterré le 18 octobre 2017 à Thethi.

## Publications
- Dialect relationships in Goidelic – A study in Celtic dialectology. 1986.
- Dictionary of Albanian Literature. 1986.
- Migjeni, Freie Verse. 1987
- Einem Adler gleich – Anthologie albanischer Lyrik vom 16. Jahrhundert bis zur Gegenwart. 1988.
- The Pied Poets – Contemporary verse of the Transylvanian and Danube Germans of Romania. 1990.
- An Anthology of Sorbian Poetry. 1990.
- Migjeni. Free verse. 1991.
- The earliest references to the existence of the Albanian language. In: Zeitschrift für Balkanologie. 27, Nr. 2, 1991, S. 101–105.
- Anthology of modern Albanian poetry – An Elusive eagle soars. 1993.
- Albanian folktales and legends. 1994.
- History of Albanian literature. 1995.
- Një fund dhe një fillim. 1995.
- Studies in modern Albanian literature and culture. 1996.
- Histori e letërsisë shqiptare. 1997.
- Kosovo. In the heart of the powder keg. 1997.
- Konstantinos Kavafis. 1997.
- Konstantinos Kavafis. 1999.
- Evliya Çelebi in Albania and adjacent regions (Kosovo, Montenegro, Ohrid). 2000
- A dictionary of Albanian religion, mythology and folk culture. 2001.
- Flora Brovina. Call me by my name. 2001.
- Histori e letërsisë shqiptare botimi dytë. 2001.
- Albanian folktales and legends. 2001.
- Migjeni (Millosh Gjergj Nikolla). Free Verse. 2001.
- Der Kanun. 2001
- Jean-Claude Faveyrial. Histoire de l’Albanie. 2001.
- Reisen in den Balkan. 2001.
- Handbuch zur albanischen Volkskultur. 2002.
- Gathering clouds: the roots of ethnic cleansing in Kosovo and Macedonia. 2002.
- Gjergj Fishta. The Highland Lute: the Albanian national epic. 2003
- Berit Backer. Behind stone walls. 2003.
- Eqrem Basha. Neither a wound nor a song. 2003
- Early Albania. 2003.
- Historical Dictionary of Albania. 2004. (2e édition 2010)
- Songs of the Frontier Warriors: Këngë Kreshnikësh. Bolchazy-Carducci Publishers, 2004.
- Tales from old Shkodra, 2004
- Zhan Klod Faveirial. Historia (më e vjetër) e Shqipërisë. 2004.
- Historical Dictionary of Kosova. Scarecrow Press, 2e édition 2011
- (Traduction): Visar Zhiti: The Condemned Apple. Selected Poetry. Green Integer, 2005.
- Albanian literature: a short history. I. B. Tauris, 2005.
- Gjergj Fishta. The Highland Lute (Lahuta e Malcís). 2005.
- Leksiku i kulturës popullore shqiptare. 2005.
- (Direction): Balkan Beauty, Balkan Blood. Modern Albanian Short Stories. Northwestern University Press, 2006.
- Historical Dictionary of Kosovo. 2004. (2e édition 2010)
- Leo Freundlich. Die Albanische Korrespondenz, Agenturmeldungen aus Krisenzeiten. Oldenbourg Verlag, 2013.
- Biographical Dictionary of Albanian History. I. B. Tauris, 2013.
- The Cham Albanians of Greece. A Documentary History. I. B. Tauris, 2013.
- The Balkans Wars. British Consular Reports from Macedonia in the Final Years of the Ottoman Empire. I. B. Tauris, 2013.